# Костел святого Станіслава Костки (Баранівка)
Костел святого Станіслава Костки — костел міста Баранівка Житомирської області.

## Історія
Спочатку місцеві римо-католики послуговувались тимчасовою, а потім і новозбудованою каплицею на цвинтарі. А споруджений у Баранівці поруч із цвинтарем у першій половині 90-років минулого століття завдяки зусиллям майбутнього єпископа о. Станіслава Широкорадюка OFM мурований парафіяльний костел 29 жовтня 1994 року консекрував єпископ Ян Пурвінський.